# Кроншнепы
Кро́ншнепы (лат. Numenius) — очень яркие представители семейства бекасовых. Их легко узнать по длинным, слегка изогнутым вниз клювам. Длинный острый клюв помогает отыскивать добычу во влажном, мягком дне.
Редчайший тонкоклювый кроншнеп гнездится в северных и умеренных широтах Северного полушария.
Южней обитает большой кроншнеп (N. arquata). Длина его тела 55 см, масса 750—920 г, и он заметно крупней тонкоклювого кроншнепа. Этот кроншнеп имеет длинные ноги, длинный и тонкий клюв, вершинная часть которого сильно загнута книзу. Издали птица кажется землисто-серой, но задняя часть спины и надхвостье у неё белые. От других видов кроншнепов, помимо размеров, хорошо отличается однообразным продольноисчерченным теменем. После прилета кроншнепа с зимовки начинаются токовые игры. Самец поднимается на дрожащих крыльях косо вверх, летает кругами, издавая всё время громкие трели, которые напоминают ржание жеребенка. Временами токующая птица задерживается на одном месте, трепеща крыльями, скользит вниз и иной раз даже переворачивается при этом через бок.
В южных частях Приморья и у Карагинского залива на Камчатке гнездится очень похожий на большого, но отличающийся от него отсутствием белого цвета на задней части спины и надхвостье, дальневосточный кроншнеп (N. madagascariensis). Зимует он на островах Океании, в Австралии и на Тасмании. Гнездится по открытым моховым и реже по травянистым или торфяным болотам.
Самый маленький кроншнеп России так и называется — кроншнеп-малютка (N. minutus).
Трагична судьба эскимосского кроншнепа (N. bоrealis). Раньше он населял тундры Северной Америки и зимовал в пампасах Южной. Иногда залетал на Чукотский полуостров и в бассейн Анадыря. Эта птица подвергалась неограниченному преследованию на пролётах. Вплотную сбившиеся стаи этих доверчивых по отношению к человеку птиц давали на пахотных землях долины Миссисипи прекрасную возможность истреблять их тысячами. В течение 30 лет этих кроншнепов полностью истребили.

## Виды
По данным базы Международного союза орнитологов в составе рода выделяют 9 видов:
- - Таитянский кроншнеп (Numenius tahitiensis)
  - Средний кроншнеп (Numenius phaeopus)
  - Numenius hudsonicus
  - Кроншнеп-малютка (Numenius minutus)
  - Эскимосский кроншнеп (Numenius borealis)
  - Американский кроншнеп (Numenius americanus)
  - Дальневосточный кроншнеп (Numenius madagascariensis)
  - Тонкоклювый кроншнеп (Numenius tenuirostris)
  - Большой кроншнеп (Numenius arquata)